# Norwegische Fußballnationalmannschaft (U-20-Männer)
Die norwegische U-20-Fußballnationalmannschaft ist eine Auswahlmannschaft norwegischer Fußballspieler. Sie unterliegt dem Norges Fotballforbund und repräsentiert ihn international auf U-20-Ebene, etwa in Freundschaftsspielen gegen die Auswahlmannschaften anderer nationaler Verbände oder bei der U-20-Fußball-Weltmeisterschaft.
Die Mannschaft nahm 1989 und 1993 an der WM-Endrunde teil, schied jedoch jeweils in der Gruppenphase aus.

## Teilnahme an U-20-Weltmeisterschaften
| 1977 | nicht qualifiziert |
| 1979 | nicht qualifiziert |
| 1981 | nicht qualifiziert |
| 1983 | nicht qualifiziert |
| 1985 | nicht qualifiziert |
| 1987 | nicht qualifiziert |
| 1989 | Vorrunde           |
| 1991 | nicht qualifiziert |
| 1993 | Vorrunde           |
| 1995 | nicht qualifiziert |
| 1997 | nicht qualifiziert |
| 1999 | nicht qualifiziert |
| 2001 | nicht qualifiziert |
| 2003 | nicht qualifiziert |
| 2005 | nicht qualifiziert |
| 2007 | nicht qualifiziert |
| 2009 | nicht qualifiziert |
| 2011 | nicht qualifiziert |
| 2013 | nicht qualifiziert |
| 2015 | nicht qualifiziert |
| 2017 | nicht qualifiziert |
| 2019 | Vorrunde           |